# 不平等条約
不平等条約（ふびょうどうじょうやく、英語: unequal treaty）とは、条約の性質に基づいてなされた分類の一種で、ある国家が他の国家に、自国民などに対する権力作用を認めない条約である。民事事件については訴えられる側の国の司法機関、刑事事件については被疑者の国の司法機関で裁判を行うとした条約もある（治外法権）

## 解説

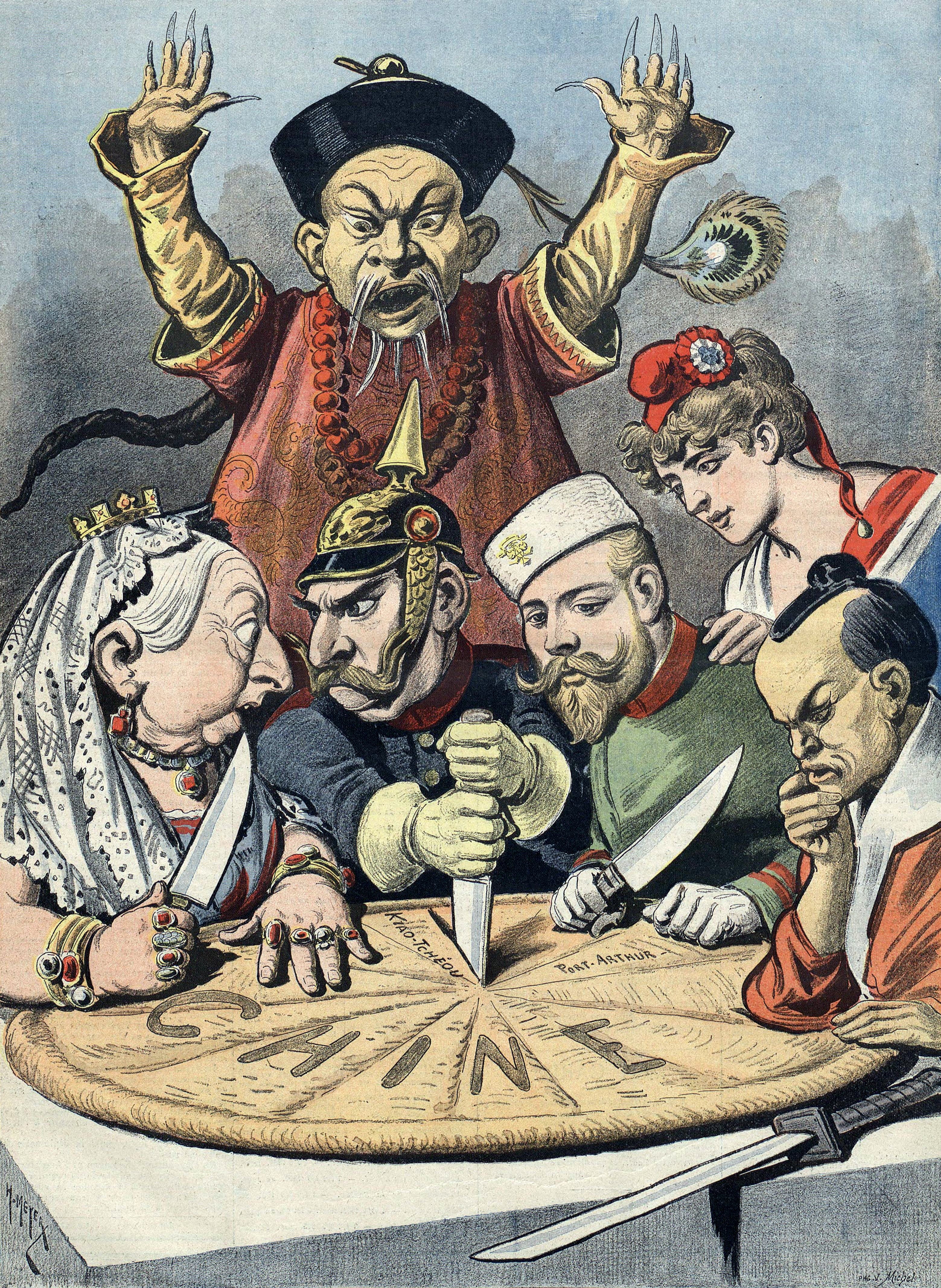
列強が中国のパイ（権益）を分割している風刺画

19世紀から20世紀初頭にかけて、帝国主義列強はアジア諸国に対して、主に以下のような不平等な内容の条約を押し付けた。
- 関税自主権の放棄
- 在留外国人の治外法権承認
- 片務的最恵国待遇
- 条約港の割譲
- 領土の割譲や租借

不平等条約は、具体的には「関税自主権を行使させない」ことや「治外法権（領事裁判権）などを認めさせる」ことによって、ある国の企業や個人が、通商にかかわる法典の整備されていない国から商品を輸入する際に莫大な税金を要求されたり、軽犯罪によって死刑を被ったりすることを避けることを目的としたものである。たとえば、条約上有利な国の国民が不利な側にある国の居留民として犯罪を犯した際、その国の裁判を免れることから、重大な犯罪が軽微な処罰ですんだり、見過ごされたりする場合もあった。
また、最恵国待遇は憲法および法典（民法、商法、刑法など）を定めている先進国側が、それらの定められていないあるいは整備の進んでいない国において、それらを定めていないことによって被るであろう不当な権力の行使を避けるために結ばれることが多い。現刑法においても「国民以外の者の国外犯」による「日本国民に対しての罪」については、詐欺罪など一定の犯罪については、日本国は司法管轄権を持たない（刑法3条2。属人主義・属地主義も参照）。
これら不平等条約の条項は元来、オスマン帝国が恩恵的にフランス、オランダ、イギリスに対して与えていたカピチュレーションの制度において、領事裁判権その他を認めていたものだが、産業革命以後は西欧経済圏への従属を企図したものに変質していった。

## 歴史
歴史的には、イギリスと清国がアヘン戦争後の1842年に結んだ南京条約が近代的な意味での「不平等条約」の嚆矢となった。中国は、宣教師の駐在を許可するという名目で外国との貿易のために5港（広州、福州、廈門、寧波、上海）を開き、中国の法秩序ではなく、外交官である領事の権威によって港市の在留外国人の公正を守ろうとして「治外法権」を認めた。ただし、中国に不平等条約を押し付けることができなかった国も存在する。
日本も封建制度の体制下で欧米の近代法にある法治国家の諸原則が存在しておらず、刑事面では人権を無視した前近代的な拷問や残虐な刑罰（火あぶりなど）が存置され、民事面では自由な契約や取引関係を規制して十分な保護を与えていなかったために、欧米列強からはその対象国であると考えられていた。一方で日本の側でも海外との交流に乏しかったこともあって認識不足があり、外国人を裁く事の煩雑さを免れようとしたことと、関税という概念を十分に理解していなかったことから、結果として不平等条約を結ぶこととなった。
江戸幕府が日米和親条約や日米修好通商条約で長崎、下田、箱館、横浜などの開港や在留外国人の治外法権を認めるなどの不平等条約を結ばされ、明治初期には条約改正が外交課題となっていた。一方で明治時代に入ると、朝鮮、清に対して日朝修好条規や下関条約、「日清通商航海条約」など不平等条約を結んだ。なお日清通商航海条約に先立って締結されていた日清修好条規は、日清両国が相互に治外法権を認めるという、欧米によって押し付けられた不平等条約の事項を、相互に認め合うというものであった。いわば「平等条約」であるが、条約として特異なものであるとされる。
朝鮮で最初の不平等条約は西洋とではなく日本と結んだ日朝修好条規であった。1894年から1895年にかけて起こった日清戦争後、西洋諸国はもはや日本に対して不平等条約を結ぶことは不可能であるとみなした。朝鮮に対して欧米各国が結んだ数多くの不平等条約は、1910年の日本による韓国併合によって大部分が無効となった。

### 不平等条約の改正
1911年、日本はアメリカとの間に新しく日米通商航海条約を結び、関税自主権を完全に回復した。
第一次世界大戦後、半植民地状態になっていた中国ではナショナリズムが興起して中華民国政府により国権回復運動が進められ、日中戦争中には中国の不平等状態の解消がおおいに進んだ。しかし、不平等条約の全面的解消は第二次世界大戦後の植民地解放を待たなければならなかった。なお、中国の国権回復運動について、当時日本の外務大臣であった幣原喜重郎は「日本は不平等条約撤廃にあたって打倒帝国主義などと叫ばず国内改革に尽力し、不平等でも条約を遵守して、列強が条約改正に快く同意するだけの近代化を行った。不平等条約は国内政治の結果であって原因ではない」と述べている。もっとも、日本のこのような姿勢についてはこれを引用した岡崎久彦も別のところで「（中国が国内法制の整備と外交的説得によらず排日・侮日などの手段で不平等条約を撤廃しようとしたときに、としてはいるが）日本はダッチ・アンクルのように振る舞った」と書いている。ダッチ・アンクルとは直訳すると「オランダのおじさん」であるが、英語で「自分は若い頃散々苦労してここまでになったのだ、それに引き換え今の若い者は何だ」と説教する年配者のこと。
一方で、李氏朝鮮や琉球王国、阮朝大南国などは不平等条約の改正を待たずに他国に併合もしくは植民地化されたため不平等条約も失効した。

### 現代
1960年に締結された日米地位協定や、1998年改正以前の日本側とアメリカ側で以遠権の行使条件に差があった日米航空協定なども「不平等条約」といわれることがある。2009年に日本とEUが刑事共助協定を締結したが、日本に死刑制度があることを理由に、死刑の可能性のある犯罪に関しては一方的にEUが共助要請に対して拒否権を行使でき、日本で殺人などの罪を犯した容疑者がEU域内に逃げ込めばEU側が一方的に証拠収集等の捜査協力を拒否できることが判明している。
また、現代において核兵器の保有国と非保有国で権利・義務の関係が異なる核拡散防止条約が、主権対等の原則に反するとして「不平等条約」と称される場合がある。
2国間FTAやTPPなどの関税を引き下げる世界的潮流がある。経済学的には関税は国家財政に寄与するが、一方で消費者たる国民にとって不利益となる。関税自主権のない時代は、消費者や内需企業にとって海外の財やサービスが安価に手に入る時代でもあった。

## 19世紀から20世紀初期の東アジア各国の不平等条約

### 清・中国
| 条約を課された国 | 条約               | 年月日         | 条約を課した国 | 主な不平等項目                                 | 主な不平等項目    | 主な不平等項目 | 主な不平等項目    |
| 条約を課された国 | 条約               | 年月日         | 条約を課した国 | 領土の割譲等                                   | 関税自主権 の放棄 | 領事裁判権     | 片務的 最恵国待遇 |
| ---------------- | ------------------ | -------------- | --- | ---------------------------------------------- | ----------------- | -------------- | ----------------- |
| 清               | 南京条約           | 1842年8月29日  | イギリス | 香港島                                         |                   |                |                   |
| 清               | 虎門寨追加条約     | 1843年10月8日  | イギリス |                                                | ◯                 | ◯              | ◯                 |
| 清               | 望厦条約           | 1844年7月3日   | アメリカ合衆国 |                                                | ◯                 | ◯              | ◯                 |
| 清               | 黄埔条約           | 1844年10月24日 | フランス王国 |                                                | ◯                 | ◯              | ◯                 |
| 清               | アイグン条約       | 1858年5月28日  | ロシア帝国 | アムール川左岸                                 |                   |                |                   |
| 清               | 天津条約           | 1858年6月13日  | ロシア帝国 |                                                |                   | ◯              | ◯                 |
| 清               | 天津条約           | 1858年6月18日  | アメリカ合衆国 |                                                | 再                | 再             | 再                |
| 清               | 天津条約           | 1858年6月26日  | イギリス |                                                | 再                | 再             | 再                |
| 清               | 天津条約           | 1858年6月27日  | フランス帝国 |                                                | 再                | 再             | 再                |
| 清               | 北京条約           | 1860年10月24日 | ロシア帝国 | 沿海州、イシク・クル、タンヌ・オリアンハイ西部 |                   |                |                   |
| 清               | 北京条約           | 1860年10月25日 | フランス帝国 |                                                |                   |                |                   |
| 清               | 北京条約           | 1860年11月14日 | イギリス | 九竜半島の南部九竜司地方                       |                   |                |                   |
| 清               | 中独通商条約       | 1861年9月2日   | ドイツ連邦 |                                                | ◯                 | ◯              | ◯                 |
| 清               | 中葡和好通商条約   | 1887年12月1日  | ポルトガル王国 | マカオ                                         | ◯                 | ◯              | ◯                 |
| 清               | 下関条約           | 1895年4月17日  | 大日本帝国 | 遼東半島、台湾、澎湖諸島                       |                   |                |                   |
| 清               | 日清通商航海条約   | 1896年7月21日  | 大日本帝国 |                                                | ◯                 | ◯              | ◯                 |
| 清               | 膠州湾租借条約     | 1898年3月6日   | ドイツ帝国 | 膠州湾の租借                                   |                   |                |                   |
| 清               | 旅順・大連租借条約 | 1898年3月27日  | ロシア帝国 | 旅順・大連の租借                               |                   |                |                   |
| 清               | 威海衛租借条約     | 1898年7月1日   | イギリス | 威海衛の租借                                   |                   |                |                   |
| 清               | 展拓香港界址専条   | 1898年7月1日   | イギリス | 新界の租借                                     |                   |                |                   |
| 清               | 広州湾租界条約     | 1899年11月16日 | フランス共和国 | 広州湾の租借                                   |                   |                |                   |
| 清               | 北京議定書         | 1901年9月7日   | 八カ国連合軍/仲介国 イギリス ロシア帝国 大日本帝国 フランス帝国 アメリカ合衆国 ドイツ帝国 オーストリア＝ハンガリー帝国 イタリア王国 スペイン王国 オランダ ベルギー） | 公使館周辺の警察権 列強国の駐兵権              |                   |                |                   |
| 中華民国         | 満州里境界条約     | 1911年12月20日 | ロシア帝国 | アルグン川左岸                                 |                   |                |                   |
| 中華民国         | 対華21カ条要求     | 1915年5月25日  | 大日本帝国 | 旅順・大連の租借期限の延長                     |                   |                |                   |

### 李氏朝鮮
| 条約を課された国 | 条約             | 年月日         | 条約を課した国 | 主な不平等項目 | 主な不平等項目    | 主な不平等項目 | 主な不平等項目    |
| 条約を課された国 | 条約             | 年月日         | 条約を課した国 | 領土の割譲等   | 関税自主権 の放棄 | 領事裁判権     | 片務的 最恵国待遇 |
| ---------------- | ---------------- | -------------- | -------------- | -------------- | ----------------- | -------------- | ----------------- |
| 朝鮮国           | 日朝修好条規     | 1876年2月26日  | 大日本帝国     |                | ◯                 | ◯              |                   |
| 朝鮮国           | 米朝修好通商条約 | 1882年5月22日  | アメリカ合衆国 |                | ◯                 | ◯              |                   |
| 朝鮮国           | 英朝条約         | 1883年11月     | イギリス       |                | ◯                 | ◯              | ◯                 |
| 朝鮮国           | 露朝修好通商条約 | 1884年7月25日  | ロシア帝国     |                | ◯                 | ◯              | ◯                 |
| 朝鮮国           | 第一次日韓協約   | 1904年8月22日  | 大日本帝国     |                |                   |                |                   |
| 朝鮮国           | 第二次日韓協約   | 1905年11月17日 | 大日本帝国     | 保護国化       |                   |                |                   |
| 朝鮮国           | 第三次日韓協約   | 1907年7月24日  | 大日本帝国     | 韓国軍の解散   |                   |                |                   |

### 日本
| 条約を課された政権 | 条約                               | 年月日         | 条約を課した国               | 主な不平等項目 | 主な不平等項目    | 主な不平等項目 | 主な不平等項目    |
| 条約を課された政権 | 条約                               | 年月日         | 条約を課した国               | 領土の割譲等   | 関税自主権 の放棄 | 領事裁判権     | 片務的 最恵国待遇 |
| ------------------ | ---------------------------------- | -------------- | ---------------------------- | -------------- | ----------------- | -------------- | ----------------- |
| 江戸幕府           | 日米和親条約                       | 1854年3月31日  | アメリカ合衆国               |                |                   |                | ◯                 |
| 江戸幕府           | 日英和親条約                       | 1854年10月14日 | イギリス                     |                |                   |                | ◯                 |
| 江戸幕府           | 日露和親条約                       | 1855年2月7日   | ロシア・ツァーリ国           |                |                   |                | ◯                 |
| 江戸幕府           | 日蘭和親条約                       | 1856年1月30日  | オランダ                     |                |                   | ◯              | ◯                 |
| 江戸幕府           | 日米追加条約                       | 1857年6月17日  | アメリカ合衆国               |                |                   | ◯              | 再                |
| 江戸幕府           | 日蘭追加条約                       | 1857年10月16日 | オランダ                     |                |                   | 再             | ◯                 |
| 江戸幕府           | 日米修好通商条約                   | 1858年7月29日  | アメリカ合衆国               |                | ◯                 | 再             | 再                |
| 江戸幕府           | 日蘭修好通商条約                   | 1858年8月18日  | オランダ                     |                | ◯                 | 再             | 再                |
| 江戸幕府           | 日露修好通商条約                   | 1858年8月19日  | ロシア帝国                   |                | ◯                 | ◯              | ×                 |
| 江戸幕府           | 日英修好通商条約                   | 1858年8月26日  | イギリス                     |                | ◯                 | ◯              | 再                |
| 江戸幕府           | 日仏修好通商条約                   | 1858年10月9日  | フランス帝国                 |                | ◯                 | ◯              | ◯                 |
| 江戸幕府           | 日葡修好通商条約                   | 1860年8月3日   | ポルトガル王国               |                | ◯                 | ◯              | ◯                 |
| 江戸幕府           | 日普修好通商条約                   | 1861年1月24日  | プロイセン王国               |                | ◯                 | ◯              | ◯                 |
| 江戸幕府           | 日瑞西修好通商条約                 | 1864年12月29日 | スイス                       |                | ◯                 | ◯              | ◯                 |
| 江戸幕府           | 日白修好通商条約                   | 1866年8月1日   | ベルギー                     |                | ◯                 | ◯              | ◯                 |
| 江戸幕府           | 日伊修好通商条約                   | 1866年8月25日  | イタリア王国                 |                | ◯                 | ◯              | ◯                 |
| 江戸幕府           | 日丁修好通商条約                   | 1867年1月12日  | デンマーク                   |                | ◯                 | ◯              | ◯                 |
| 大日本帝国         | 大日本国瑞典国条約書               | 1868年9月27日  | スウェーデン＝ノルウェー     |                | ◯                 | ◯              | ◯                 |
| 大日本帝国         | 大日本国西班牙国条約書             | 1869年9月28日  | スペイン                     |                | ◯                 | ◯              | ◯                 |
| 大日本帝国         | 日本国独逸北部連邦修好通商航海条約 | 1869年2月2日   | 北ドイツ連邦                 |                | 再                | 再             | 再                |
| 大日本帝国         | 日墺修好通商航海条約               | 1869年10月18日 | オーストリア＝ハンガリー帝国 |                | ◯                 | ◯              | ◯                 |
| 大日本帝国         | 大日本国布哇国条約書               | 1871年8月18日  | ハワイ王国                   |                | ◯                 |                | ◯                 |

### 琉球王国
| 条約を課された国 | 条約         | 年月日         | 条約を課した国 | 主な不平等項目 | 主な不平等項目    | 主な不平等項目 | 主な不平等項目    |
| 条約を課された国 | 条約         | 年月日         | 条約を課した国 | 領土の割譲等   | 関税自主権 の放棄 | 領事裁判権     | 片務的 最恵国待遇 |
| ---------------- | ------------ | -------------- | -------------- | -------------- | ----------------- | -------------- | ----------------- |
| 琉球王国         | 琉米修好条約 | 1854年7月11日  | アメリカ合衆国 |                |                   | ◯              |                   |
| 琉球王国         | 琉仏修好条約 | 1855年11月24日 | フランス帝国   |                |                   | ◯              |                   |
| 琉球王国         | 琉蘭修好条約 | 1859年7月6日   | オランダ       |                |                   | ◯              |                   |

### 阮朝大南（ベトナム）
| 条約を課された国 | 条約              | 年月日        | 条約を課した国 | 主な不平等項目           | 主な不平等項目    | 主な不平等項目 | 主な不平等項目    |
| 条約を課された国 | 条約              | 年月日        | 条約を課した国 | 領土の割譲等             | 関税自主権 の放棄 | 領事裁判権     | 片務的 最恵国待遇 |
| ---------------- | ----------------- | ------------- | -------------- | ------------------------ | ----------------- | -------------- | ----------------- |
| 大南国           | 第1次サイゴン条約 | 1862年6月5日  | フランス帝国   | コーチシナの割譲         |                   | ◯              |                   |
| 大南国           | 第2次サイゴン条約 | 1874年3月15日 | フランス共和国 | 南部の主権の委譲         |                   | 再             |                   |
| 大南国           | 第1次フエ条約     | 1883年8月25日 | フランス共和国 | トンキン・安南の保護国化 | ◯                 | 再             |                   |
| 大南国           | 第2次フエ条約     | 1884年6月6日  | フランス共和国 | ベトナムの保護国化       | ◯                 | 再             |                   |

### シャム（タイ）
| 条約を課された国 | 条約                         | 年月日        | 条約を課した国 | 主な不平等項目         | 主な不平等項目    | 主な不平等項目 | 主な不平等項目    |
| 条約を課された国 | 条約                         | 年月日        | 条約を課した国 | 領土の割譲等           | 関税自主権 の放棄 | 領事裁判権     | 片務的 最恵国待遇 |
| ---------------- | ---------------------------- | ------------- | -------------- | ---------------------- | ----------------- | -------------- | ----------------- |
| シャム           | シャム・アメリカ修好通商条約 | 1836年4月14日 | アメリカ合衆国 |                        | ◯                 |                |                   |
| シャム           | ボウリング条約               | 1855年4月18日 | イギリス       |                        | ◯                 | ◯              | ◯                 |
| シャム           | フランス・シャム条約         | 1893年10月3日 | フランス共和国 | メコン川左岸の割譲     |                   |                |                   |
| シャム           | フランス・シャム条約         | 1904年2月13日 | フランス共和国 |                        |                   | ◯              |                   |
| シャム           | フランス・シャム条約         | 1906年3月23日 | フランス共和国 | カンボジア内陸部の割譲 |                   |                |                   |